# Station Zawiercie Borowe Pole
Station Zawiercie Borowe Pole is een spoorwegstation in de Poolse plaats Zawiercie.